# Dalešice

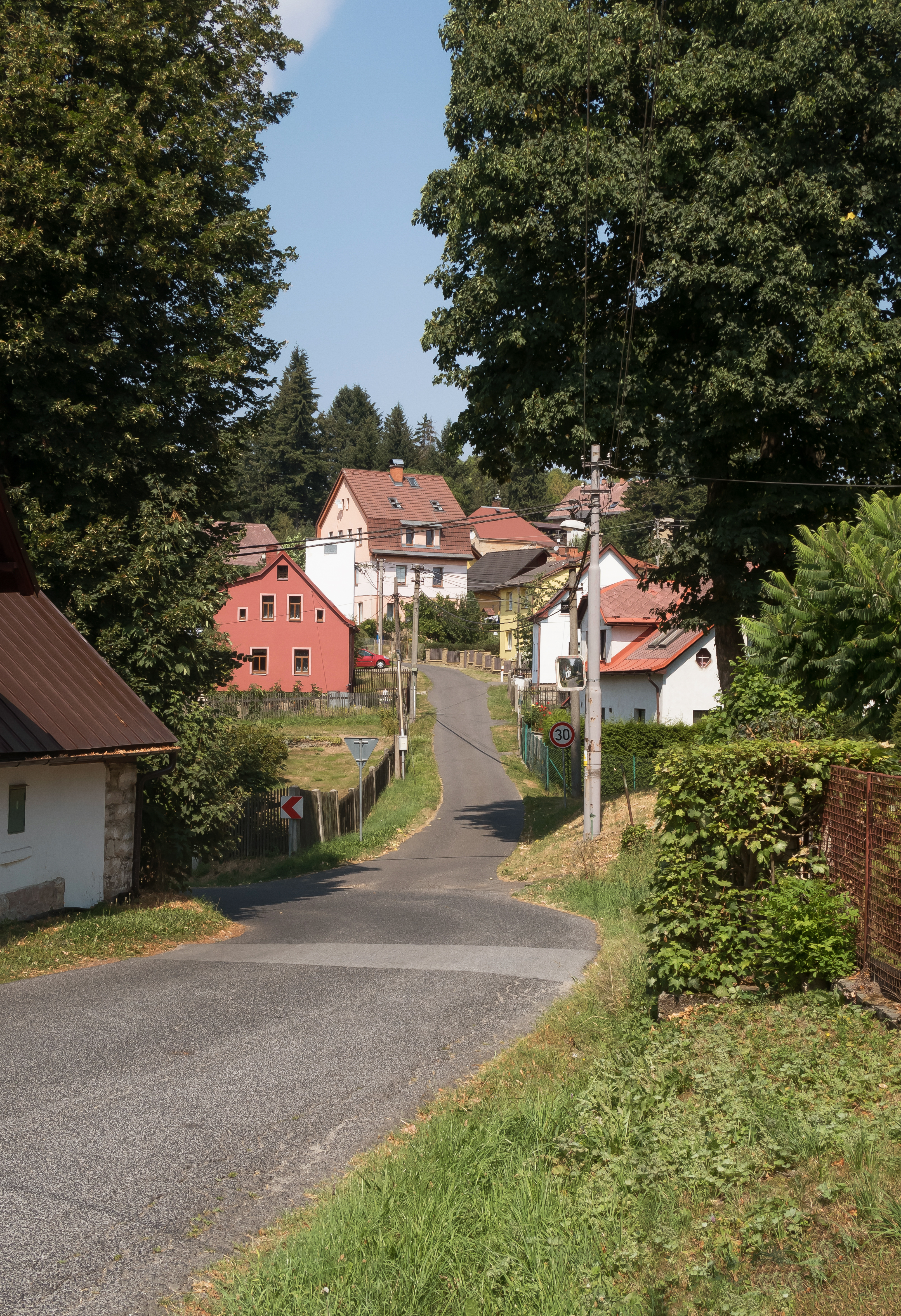
Dalešice, vista de la calle

Dalešice es una localidad del distrito de Jablonec nad Nisou en la región de Liberec, República Checa, con una población estimada a principio del año 2018 de 190 habitantes. 
Se encuentra ubicada al norte de la región, en la zona de los montes Jizera (Sudetes occidentales) y el río Neisse —un afluente izquierdo del río Óder—, a poca distancia al norte de Praga y cerca de la frontera con Polonia.

## Historia
La primera mención escrita de Dalešice data de 1538. Hasta 1848, el pueblo formó parte del señorío de Český Dub. En 1960, el municipio se fusionó con Maršovice. En 1991, Dalešice volvió a ser municipio soberano.